# AEG G.I
O AEG G.I (originalmente designado como K.I) foi um bombardeiro biplano, bimotor alemão de três lugares utilizado pela Luftstreitkräfte na Primeira Guerra Mundial, no período entre 1915 e 1918. 
Ele foi testado e julgado viável como avião de caça no segundo semestre de 1915 mas acabou demonstrando uma performance deficiente, levando ao desenvolvimento do AEG G.II.

## Especificação
Estas são as características do AEG G.I
- Características gerais:
  - Tripulação: três
  - Comprimento: 8,65 m
  - Envergadura: 16,00 m
  - Altura: 3,46 m
  - Área da asa: 59 m²
  - Peso vazio: 1.160 kg
  - Peso máximo na decolagem: 1.960 kg
  - Motor: 2 x Mercedes D.I, um 6 cilindros em linha, refrigerado à água, de 100 hp cada.

- Performance:
  - Velocidade máxima: 125 km/h
  - Alcance: 450 km
  - Teto de Serviço: 2.400 m

- Armamento:
  - Armas:
    - 2 x metralhadora de 7,92 mm

  - Bombas:
    - 200 kg de bombas diversas.